# Indian Army Corps of Engineers
Das Indian Army Corps of Engineers hat eine Tradition, die bis in die Mitte des 18. Jahrhunderts zurückreicht. Die erste Untereinheit des Corps (18 Field Company) wurde 1777 gegründet, das Corps selber gibt 1780 als sein Gründungsjahr an, als die älteste Gruppe des Corps, die Madras Sappers, aufgestellt wurden.
Das Corps besteht aus drei Gruppen, den Madras Sappers, den Bengal Sappers und den Bombay Sappers. Eine Gruppe entspricht im Wesentlichen einem Infanterieregiment der Indischen Streitkräfte. Das Corps selbst entspricht den Pionieren in den Deutschen Streitkräften. Jede Gruppe des Indian Army Corps of Engineers besteht aus einer Reihe von Regimentern.  Das Regiment ist die grundlegende Kampfeinheit und entspricht damit einem Infanteriebataillon.
Neben den Pioniereinheiten unterhält das Corps die Einheiten des Military Engineering Service (MES), die Border Roads Organisation (BRO), das Married Accommodation Project und die Survey of India.

## Geschichte
Das Corps of Engineers ist einer der ältesten Teile der Indischen Streitkräfte. Die Geschichte des heutigen Corps beginnt 1780 mit der Aufstellung von zwei Pionierkompanien den Madras Sapper. Es folgten die Gründung der Gruppen der Madras, Bengal und Bombay Sappers. Die Gruppen wurden 1857 in die British Indian Army überführt und wurden am 18. November 1932 zum Corps of Indian Engineers zusammengefasst.
Die Einheiten des Corps haben an allen größeren Kampfeinsätzen der British Indian Army teilgenommen und zahlreiche Auszeichnungen erhalten.
Bis 1911 hatten die Pioniere die Aufgabe Nachrichten auf dem Schlachtfeld zu überbringen. Zwischen 1911 und 1920 gab es eigene Einheiten für die Nachrichtenübermittlung in den Gruppen, die dann in das eigenständige Corps of Signals ausgegliedert wurden. Aus den Reihen der Pioniere kamen 1932 auch die ersten Soldaten der Indian Air Force. Zwischen 1942 und 1945 dienten auch Mitarbeiter der Indian Railways im Corps.

## Pioniere
Im Krieg sorgen Pioniereinheiten für die Beweglichkeit der eigenen Truppen durch den Bau von Brücken, Wegen und Landeplätzen und bekämpfen den Feind durch die Errichtung von Hindernissen, wie Minenfeldern oder die Zerstörung von Brücken.  Bei der Gründung der ersten Einheiten des Corps 1780 war zunächst deutlich geworden das Fachleute für die Anlage von Belagerungsanlagen besonders Sappen benötigt wurden und die Einheiten der Sappeure (engl. Sappers) wurden aufgestellt.

## Military Engineering Service
Der Military Engineering Service (MES) ist für den Bau und Unterhalt von Gebäuden, Flugplätzen, Schiffsdocks u. ä. inklusive aller weiteren Einrichtungen wie Militärstraßen, Wasser- und Elektrizitätsversorgung der Indischen Streitkräfte verantwortlich.
Der Military Engineering Service ist die größte Baufirma Indiens. Der MES wurde 1851 gegründet und sollte die British Indian Army hinter der Kampfzone unterstützen.

## Border Roads Organisation
Die Border Roads Organisation (BRO) ist für den Bau von öffentlichen Straßen, Flughäfen und Brücken verantwortlich. Durch den Bau von Straßen in den einst schwer zugänglichen Gebieten des indischen Himalaya, in Rajasthan und dem Norden und Nord-Osten Indiens hat sie wesentlich zur wirtschaftlichen Entwicklung dieser Gebiete beigetragen.

## Einsätze im Ausland
Pioniereinheiten haben als Teil der Indian Peace Keeping Force in Sri Lanka gedient.
Einheiten des Indian Army Corps of Engineers sind auch an Einsätzen von UN-Friedenstruppen beteiligt.

## Auszeichnungen
General PS Bhagat vom Indian Army Corps of Engineers war im Zweiten Weltkrieg der erste indische Offizier, der das Victoria Cross erhielt. Der Pionier Subedar Subramamiam war im gleichen Krieg der erste Inder, der das George Cross erhielt.